# Glaphyrus olivieri
Glaphyrus olivieri es una especie de coleóptero de la familia Glaphyridae.

## Distribución geográfica
Habita en Egipto.